# 彭華英
彭華英（1893年11月—1968年6月6日），台灣社會運動者，也是台灣文化協會的重要參與者。

## 生平
彭華英，原籍新竹的客家人，1893年出生於臺灣府埔里社廳北港溪堡（今南投縣國姓鄉）。
彭華英於1918年赴日本內地，進入明治大學經濟科就讀，並參與啟發會、1920年新民會，甚至參與與日本共產黨有密切關連的曉民會。彭華英依據新民會的行動目標，與中國籍同志取得連繫，遂促使蔡惠如、彭華英、林呈祿等人來往中國，與第一次國共合作時代的中國國民黨各派系人物開始交往。彭華英由明治大學畢業後到上海。與蔡惠如以台灣代表的身份與朝鮮、印度、菲律賓等卻追求獨立的殖民地者共同協議召開獨立運動協議會。1924年任上海中國沿海漁業協會副主任。
同時，在新民會附屬組織台灣青年會活動上；1921年，彭華英出任台灣青年會長，由彭華英在刊物《臺灣青年》上撰述社會主義概說一文中，包含社會主義與反日傾向，導致彭華英被台灣總督府警察列入注意對象，彭華英也出走中國上海，並在上海組成上海台灣青年會。
1924年彭華英回到台灣，依然投入政治活動與社會運動；彭華英曾經參與台灣文化協會與臺灣民眾黨，但由於與蔣渭水不合，彭華英便退出台灣民眾黨。1932年滿洲國成立之後，彭華英前往滿洲國考察，並且出任滿洲電信電話公司社長秘書。
1945年彭華英回到台灣，並出任台灣省政府民政廳長楊肇嘉的主任秘書；1965年退休，1968年因腦溢血過世。彭華英的第一任妻子為蔡阿信，是台灣第一位女醫師，兩人在1924年結婚，但由於彭華英赴中國上海，之後在滿洲娶京劇花旦梁惠燕為妻，遂與蔡阿信離婚。而彭華英家族的後人(並非曾孫)，係為臺灣政壇上學者型的政治人物彭百顯教授，渠曾出任立法委員與南投縣縣長。

## 文學及影劇中的形象
東方白的大河小說《浪淘沙》，書中的「彭英」的原型就是源自彭華英。而民視亦於2005年將《浪淘沙》改編製作成由霍正奇主演「彭英」的週日十點檔《浪淘沙》。

### 註腳
1. ↑  彭華英. . 臺灣青年 2 (4). : 50-57.

### 文獻
- 臺灣人物小傳─彭華英 （页面存档备份，存于）
- 臺灣大百科全書─彭華英 （页面存档备份，存于）